# Turkmenistan Airlines

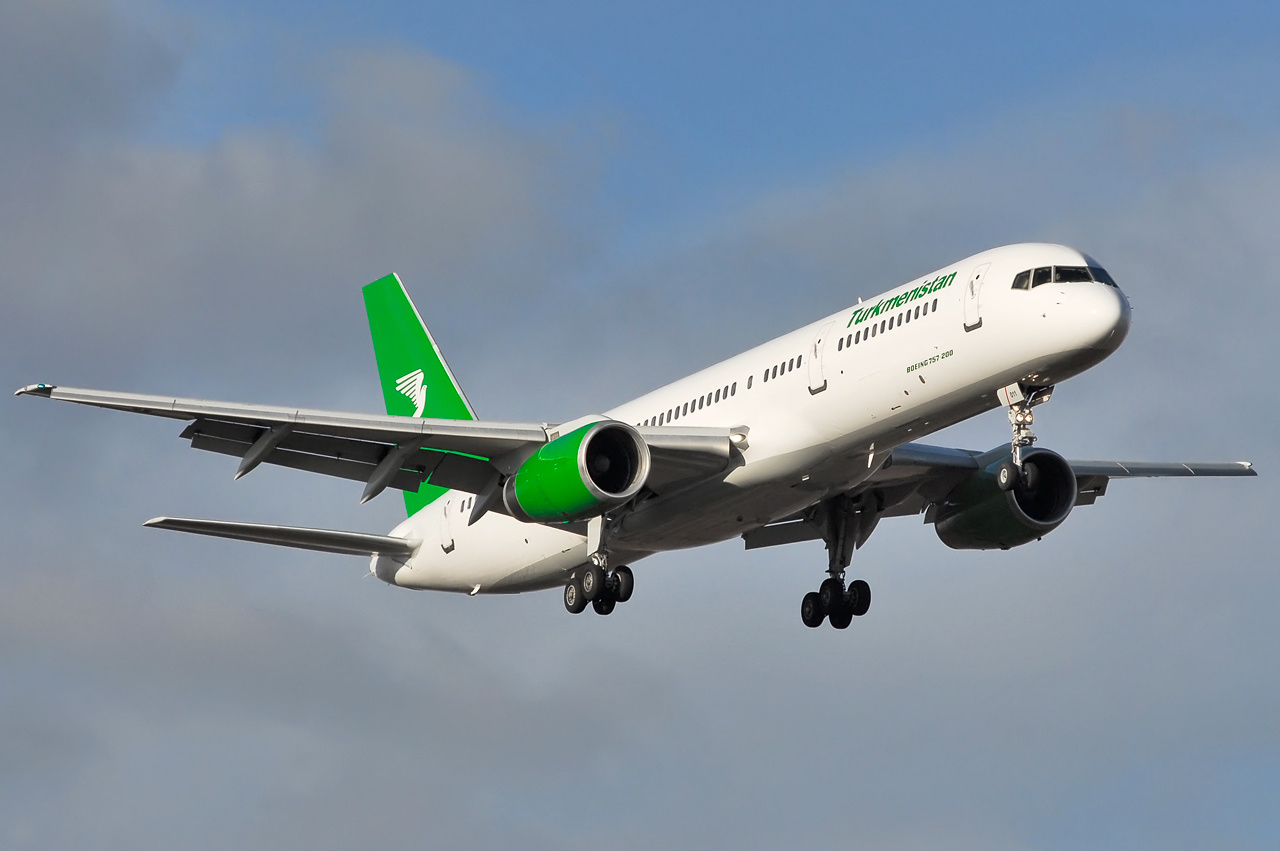
Boeing 757-200 Turkmenistan Airlines

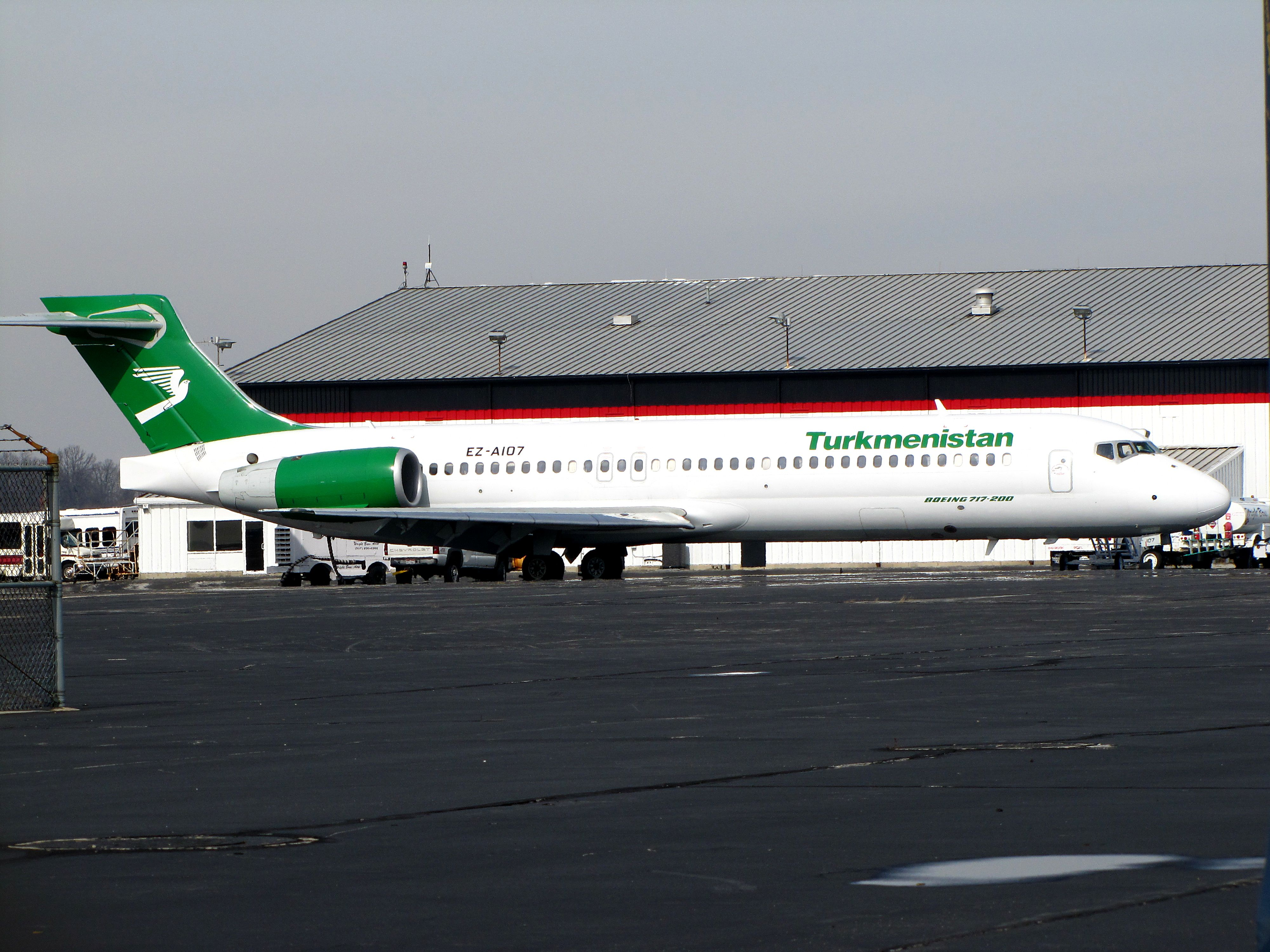
Boeing 717 Turkmenistan Airlines

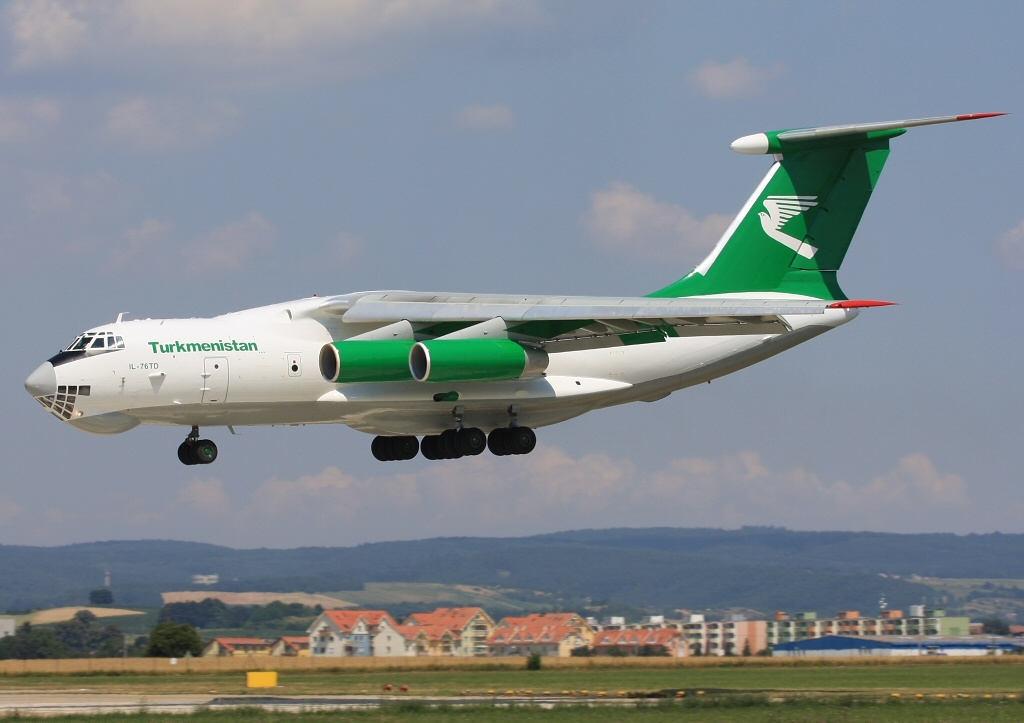
Ił-76 Turkmenistan Airlines

Turkmenistan Airlines (turk. Türkmenhowaýollary) – turkmeńskie linie lotnicze z siedzibą w Aszchabadzie. Obsługuje połączenia do Rosji, Europy i Azji. Głównym hubem jest Port lotniczy Aszchabad.

## Flota
| Samolot          | W służbie | Zamówienia | Konfiguracja  | Konfiguracja  | Konfiguracja  | Uwagi |
| Samolot          | W służbie | Zamówienia | C             | Y             | Suma          | Uwagi |
| ---------------- | --------- | ---------- | ------------- | ------------- | ------------- | ----- |
| Boeing 717-200   | 7         | 0          | 0             | 120           | 120           |       |
| Boeing 737-300   | 3         | 0          | 16 12         | 102 106       | 118           |       |
| Boeing 737-700   | 4         | 0          | 8 0           | 118 149       | 126 149       |       |
| Boeing 737-700   | 1         | 0          | VIP (EZ-A007) | VIP (EZ-A007) | VIP (EZ-A007) |       |
| Boeing 737-800   | 3         | 0          | 16            | 144           | 160           |       |
| Boeing 757-200   | 3         | 0          | 16            | 173           | 189           |       |
| Boeing 777-200LR | 1         | 2          | VIP (EZ-A777) | VIP (EZ-A777) | VIP (EZ-A777) |       |
| Ilyushin Ił-76TD | 8         | 0          | Cargo         | Cargo         | Cargo         |       |
| Total            | 29        | 4          |               |               |               |       |

## Rejsowe kierunki lotów

### Azja
- Chiny
  - Pekin – Port lotniczy Pekin
- Indie
  - Delhi – Port lotniczy Indira Gandhi
  - Amritsar – Port lotniczy Amritsar
- Kazachstan
  - Ałmaty – Port lotniczy Ałmaty
- Tajlandia
  - Bangkok – Port lotniczy Bangkok-Suvarnabhumi
- Zjednoczone Emiraty Arabskie
  - Dubaj – Port lotniczy Dubaj
  - Abu Zabi – Port lotniczy Abu Zabi

### Europa
- Białoruś
  - Mińsk – Port lotniczy Mińsk
- Niemcy
  - Frankfurt nad Menem – Port lotniczy Frankfurt
- Wielka Brytania
  - Birmingham – Port lotniczy Birmingham
  - Londyn – Port lotniczy Londyn-Heathrow
- Ukraina
  - Kijów – Port lotniczy Kijów-Boryspol
- Turcja
  - Stambuł – Port lotniczy Stambuł-Atatürk
  - Ankara – Port lotniczy Ankara
- Rosja
  - Kazań – Port lotniczy Kazań
  - Moskwa – Port lotniczy Moskwa-Domodiedowo
  - Sankt Petersburg – Port lotniczy Petersburg-Pułkowo
- Francja
  - Paryż
- Łotwa
  - Ryga